# Edmond Gagnepain
Pour les articles homonymes, voir Gagnepain.
Edmond (Léon) Gagnepain, né le 24 septembre 1898 à Besançon (Doubs) et mort au combat le 20 août 1944 à Paris, est un militaire, policier et résistant français.

## Biographie

### Jeunesse et début de vie
Ouvrier-imprimeur de formation, Edmond Gagnepain vit avec sa famille Grande-Rue à Besançon. 

### Première Guerre mondiale
Mobilisé lors de la Première Guerre mondiale notamment sur le front des Éparges, il est grièvement blessé le 21 juillet 1918 mais reste engagé jusqu'au 15 juin 1920.
Il en ressort titulaire de la Croix de Guerre, de la médaille interalliée, ainsi que de la Médaille commémorative polonaise. Il quitte la capitale comtoise pour rejoindre Paris avec sa nouvelle épouse le 10 octobre 1920, où il officie comme ouvrier-minerviste à l'imprimerie Oyon puis en tant que gardien de la paix.

### Seconde Guerre mondiale
Le 20 août 1944 et alors que les bâtiments officiels sont occupés par la Résistance, il est tué quai de l'Hôtel-de-Ville par une rafale de mitraillette tirée par des soldats allemands circulant en véhicule. Edmond Gagnepain est considéré mort au combat, reconnu mort pour la France le 19 mars 1958 et victime du devoir, obtient une citation à l'ordre de la Nation le 20 décembre 1944 ainsi que la Légion d’honneur le 3 janvier 1945, est homologué soldat FFI,,, figure sur la plaque commémorative de la cour de la préfecture de police, sur la plaque du commissariat du IVe arrondissement, ainsi que sur la liste des policiers morts pour la Libération de Paris au musée de la police, et détient une sépulture de guerre au carré militaire du cimetière parisien de Pantin.

## Distinctions
- Croix de guerre 1914–1918
- Médaille interalliée de la Victoire
- Chevalier de la Légion d'honneur